# Calilena yosemita
Calilena yosemita là một loài nhện trong họ Agelenidae.
Loài này thuộc chi Calilena. Calilena yosemita được Ralph Vary Chamberlin & Wilton Ivie miêu tả năm 1941.